# Marcelo Toscano
Marcelo Toscano est un footballeur brésilien né le 12 mai 1985.